# Anchhaf (Schatzhausvorsteher)
Anchhaf, auch Qar genannt, war ein hoher altägyptischer Beamter, der wahrscheinlich in der 6. Dynastie lebte. Anchhaf ist von seiner Mastaba in Gizeh bekannt. Die Inschriften in der Mastaba nennen seine Titel, die seine hohe Position am Königshof belegen. Er war unter anderem Vorsteher der beiden Schatzhäuser.
Seine Mastaba ist zum Teil in den Fels gehauen, zum Teil aufgemauert. Die Grabanlage besteht aus mehreren Teilen. Im Süden befindet sich eine eigentliche Mastaba, bei der es sich um einen gemauerten Bau handelt. Im Osten der Mastaba befindet sich ein zum Teil in den Fels gehauener Hof, dessen Nord- und Ostwand die Mauern anderer Grabanlagen bilden. Davon ausgehend befindet sich im Westen eine Kultkapelle. Unterhalb der eigentlichen Mastaba befindet sich eine Grabkammer, die über eine unterirdische Rampe erreicht wird und unberaubt aufgefunden wurde. Die Westseite des Hofes ist mit einer Scheintür dekoriert, die Titel und Name des Anchhaf nennen. Der Türrahmen zur Kapelle ist auch beschriftet. Auf der Scheintür sieht man Anchhaf vor einem Opfertisch, vor ihm, auf der rechten Seite, steht sein Sohn Nesanchachti, der der Besitzer einer der Nachbargrabanlagen ist.
Die Grabkammer enthielt einen großen, unbeschrifteten Sarkophag. Es fanden sich Keramikgefäße, darunter Kanopengefäße und Modellwerkzeuge. Auf dem Sarkophag lag eine Kopfstütze.